# Pancorius wangdicus
Pancorius wangdicus là một loài nhện trong họ Salticidae.
Loài này thuộc chi Pancorius. Pancorius wangdicus được Marek Żabka miêu tả năm 1990.